# 上义镇
上义镇是中国广东省河源市紫金县下辖的一个镇，位于紫金县西南部。辖区总面积178.5平方公里，下辖1个社区7个村，总人口2.16万人。